# 中央管理室
中央管理室（ちゅうおうかんりしつ）とは、建物や建築設備などを集中的に管理するための場所である。建築基準法及び建築基準法施行令の規定により、一定の規模を超える建築物において設置が義務づけられている。
高層ビル、大規模な百貨店、病院等には必ず設置されており、中央監視室と呼ばれる場合もある。

## 中央管理室に関する規定
根拠法令は建築基準法施行令（カッコ内）

### 設置しなければならない建築物
- 高さ31mを超える非常用エレベータの設置が必要な建築物、各構えの床面積の合計が1,000平方メートルを超える地下街に設ける機械換気設備、中央管理方式の空気調和設備の制御、作動の監視を行う建築物（第20条の2・二号）

### 設置場所
- 当該建築物、同一敷地内の他の建築物又は一団地内の他の建築物の内にある管理事務所、守衛所その他常時当該建築物を管理する者が勤務する場所であること（第20条の2・二号）。
- 避難階又はその直上階若しくは直下階であること（同上）。

### その他
- 排煙設備の制御及び作動状態の監視は、中央管理室において行なうことができること（第126の3・十一号）。
- 非常用エレベーターを呼び戻すことが中央管理室において行なうことができること（第129条の13の3条7項）
- 非常用エレベーターと中央管理室とを連絡する電話装置を設けること（第129条の13の3第8項）。

## 中央管理室の役割
中央監視室には、建物や建築設備の状況を把握し、遠隔制御するための中央監視装置（ビルオートメーションシステム、略称BASなど）等の設備が備えられ、法令に定められる機能の他に次のような機能や役割もある。
- 熱源設備、給水設備、排水設備などの重要建築設備の監視、遠隔操作
- 来訪者の受付け、案内、鍵の管理
- 防犯カメラの監視、録画
- 館内放送の実施
- 外部との通信

など
中央管理室に類似するものに防災センターがあるが、防災センターは消防法令に基づく主に防災に対応するための施設である。近年、中央管理室と防災センターを一体化し、両機能の融合的、効率的な管理を行う施設が多くなっている。
中央管理室には、常時、人がいなければならないので、休憩室や仮眠室が備えられているのが普通である。